# 方元會
方元會（17世紀—17世紀），字仲極，號澹公，福建興化府莆田縣人，明朝、南明政治人物。

## 生平
方元會是崇禎三年（1630年）舉人第十名，十六年（1643年）成進士，獲授兵部職方司主事，隆武年間改任山東道監察御史巡視南城，負責天興鄉試，又監修威廟實錄和請求為方良永加贈太子少保及錄蔭，不久請求辭官回鄉，居家著述不出。

## 著作
居鄉重修宗譜，著有《雍園集》、《西臺奏議》、《澹園詩集》。

## 家族
方元會妻子孺人林氏，二人合葬山兜里烏齊院，有子方之騋、方之驊。

## 引用
1. 1 2  錢海岳《南明史·卷四十四·列傳第二十》：（隆武二年）上命方元會覆（天興鄉）試……元會，字仲極，莆田人。崇禎十六年進士。山東道御史，巡視南城。
2. ↑  乾隆《莆田縣志·卷十三·選舉》：崇禎三年庚午（舉人） 方元會 第十人，字仲極，朝清七世孫，癸未進士……崇禎十六年癸未楊廷鑑榜……方元會 方正岸異，綽有才能，未能厥施
3. ↑  《莆風清籟集·卷三十六》：方元會……字仲極，崇禎癸未進士，官山東道監察御史，有《雍園集》。
4. ↑  《莆陽剌桐金紫方氏族譜》：方元會 字仲極，號澹公，永褒公長子。崇禎庚午亞魁，癸未進士。歷兵部職方司主事，改山東道監察御史，巡視京營、管理章奏，監修威廟實錄、監臨福建鄉試，再疏乞歸終養。嘗為簡肅公［方良永］請加贈太子少保及錄蔭，協建南山薦福祠，重修譜系宗圖，纂輯歷代繪音，著有《西臺奏議》、《澹園詩集》。娶林氏，封孺人，合葬山兜里烏齊院乾巽向，子之騋、之驊。